# Цоллинг
Цоллинг (нем. Zolling) — община в Германии, в земле Бавария. 
Подчиняется административному округу Верхняя Бавария. Входит в состав района Фрайзинг.  Население составляет 4271 человек (на 31 декабря 2010 года). Занимает площадь 34,59 км².